# Villeneuve-la-Garenne
Villeneuve-la-Garenne là một xã trong vùng hành chính Île-de-France, thuộc tỉnh Hauts-de-Seine, quận Nanterre, tổng Villeneuve-la-Garenne. Tọa độ địa lý của xã là 48° 56' vĩ độ bắc, 02° 19' kinh độ đông. Villeneuve-la-Garenne nằm trên độ cao trung bình là 29 mét trên mực nước biển, có điểm thấp nhất là 22 mét và điểm cao nhất là 31 mét. Xã có diện tích 3,20 km², dân số vào thời điểm 1999 là 22.349 người; mật độ dân số là 6984 người/km².

## Thông tin nhân khẩu
| 1936  | 1946  | 1954  | 1962   | 1968   | 1975   | 1982   | 1990   | 1999   |
| ----- | ----- | ----- | ------ | ------ | ------ | ------ | ------ | ------ |
| 4 031 | 3 584 | 4 035 | 13 780 | 22 715 | 23 691 | 23 906 | 23 824 | 22 349 |